# Шинель (фильм, 1952)
«Шине́ль» или «Пальто́» (итал. Il Cappotto) — художественный фильм режиссёра Альберто Латтуады, снятый по мотивам одноимённой повести Н. В. Гоголя.

## Сюжет
Фильм представляет собой вольную экранизацию повести Гоголя. Место действия — Северная Италия, город Павия (но в фильме он не назван); время — 1930-е годы. События фильма разворачиваются зимой. Скромный служащий муниципалитета по имени Кармине де Кармине на свой скудный заработок не в состоянии приобрести новое пальто. Но вот ему представилась возможность немного подработать, и он немедленно заказывает портному пальто по своей мерке. Облачившись в новый наряд, Кармине отправляется на празднование Нового года и танцует с любовницей мэра, к вящему неудовольствию последнего. Когда Кармине возвращается домой, грабители отбирают у него пальто. В полном отчаянии он просит помощи, но сталкивается с полным равнодушием окружающих (особенно мэра). Кармине умирает от горя, но его призрак продолжает терроризировать горожан.

## Фильм и повесть
Самый знаменитый сюжет о «маленьком человеке» не мог не привлечь внимания режиссёра, сформировавшегося в лоне неореализма. Вместе с тем, трактовка сюжета у Латтуады свидетельствует об определённом отклонении от неореалистического канона. Фильм насыщен аллюзиями на другие сочинения Гоголя, а также на Достоевского. Избегая буквализма, режиссёр точно передаёт гоголевскую интонацию и при этом несколько усиливает приниженность главного героя. Некоторые отсутствующие у Гоголя эпизоды фильма — например, эпизод с похоронным кортежем, нарушающим торжественную церемонию открытия «нового исторического центра» — удачно развивают тему повести.

## В ролях
- Ренато Рашель — Кармине
- Джулио Стиваль — мэр
- Ивонн Сансон — Катерина
- Антонелла Луальди — Витториа
- Сандро Сомаре — жених Виттории
- Нино Маркетти — служащий
- Сильвио Баголини — кучер
- Клаудио Эрмелли — фотограф
- Джулио Кали — портной

## Награды и номинации
- 1952 — участие в конкурсной программе Каннского кинофестиваля.
- 1953 — премия «Серебряная лента» за лучшую мужскую роль (Ренато Рашель).
- 1966 — попадание в список лучших зарубежных фильмов по версии Национального совета кинокритиков США.

## Интересные факты
- Критики высоко оценили актёрскую работу Ренато Рашеля. Рисунок роли был сознательно сориентирован режиссёром на комические маски Чарли Чаплина и особенно Бастера Китона.
- В работе над фильмом (в качестве ассистента режиссёра) принял участие Марко Феррери, впоследствии известный итальянский режиссёр.